# 拜忽
拜忽（蒙古语转写：Baiqu，羅馬化：bāīqū，见《史集》）是13世纪初蒙古帝国的千户长，1206年，拜忽率领的千户被分封给成吉思汗长子术赤，成为术赤金帐汗国的基础。而《元朝秘史》《元史》等汉文史料中没有提及拜忽。
拜忽出身氏族不详，术赤分封的四位千户长为格尼格思部的忽难那颜、失主兀惕部的蒙古兀儿、許兀慎部的客帖（旭失台）、部落名缺漏的拜忽。《史集·許兀慎部族志》中记载的“旭失台·拜忽”，一般认为指的是拜忽而非客帖。术赤去世后，其麾下四千户被分为两部分：蒙古兀儿与拜忽的两千户由拔都继承，忽难与旭失台（客帖）的两千户由斡儿答继承。